# Gäddtjärnen (Byske socken, Västerbotten, 721333-175454)
Gäddtjärnen är en sjö i Skellefteå kommun i Västerbotten och ingår i Byskeälven-Kågeälvens kustområde.